# Tập đoàn quân Xung kích số 3 (Liên Xô)
Tập đoàn quân Xung kích số 3 (tiếng Nga: Третья ударная армия) là một Tập đoàn quân của Hồng quân được thành lập trong Chiến tranh thế giới II. Các tập đoàn quân"xung kích" được thành lập với mục tiêu tiêu diệt các lực lượng đáng kể của đối phương và được tăng cường trang bị xe thiết giáp, pháo binh hơn so với các tập đoàn quân thông thường. Khi cần thiết, tập đoàn quân xung kích được trang bị thêm các đơn vị cơ giới, xe tăng và kỵ binh. Trong thế chiến 2, một số tập đoàn quân xung kích còn bao gồm cả các đoàn tàu hỏa bọc thép và các đơn vị được trang bị cả Xe trượt tuyết.

## Các chiến dịch tham gia

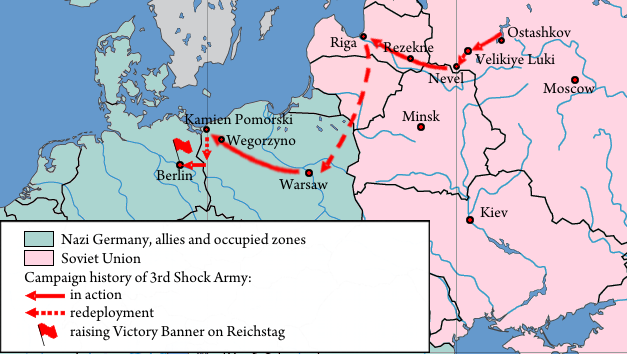
Campaign history

Tập đoàn quân được thành lập dựa trên sở chỉ huy của Tập đoàn quân 60 (đội hình đầu tiên), mà vốn được thành lập tại quân khu Matxcơva tháng 11 năm 1941. Ban đầu, tập đoàn quân số 60 bao gồm các sư đoàn súng trường 334, 336, 358, và 360 và sư đoàn kỵ binh số 11, và được giao nhiệm vụ củng cố bờ trái sông Volga đoạn từ Unza đến Kosmodemiansk. Các sư đoàn súng trường sau đó đã được biên chế lại cho tập đoàn quân xung kích số 4, cũng đang được thành lập.